# Auloplax
Auloplax is een geslacht van sponsdieren uit de klasse van de Hexactinellida.

## Soorten
- Auloplax auricularis Schulze, 1904
- Auloplax breviscopulata Reiswig & Kelly, 2011
- Auloplax filholi (Topsent, 1904)
- Auloplax sonnae Reiswig & Kelly, 2011